# غلخندان (تشناران)
غلخندان (بالفارسية: گلخندان) هي قرية تقع في قسم تشناران الريفي (مقاطعة تشناران) في إيران. يقدر عدد سكانها بـ 21 نسمة بحسب إحصاء 2016.